# Ladevèze-Rivière
Ladevèze-Rivière è un comune francese di 223 abitanti situato nel dipartimento del Gers nella regione dell'Occitania.

## Società

### Evoluzione demografica
Abitanti censiti